# Pabouk
Le Pabouk est une classe de petit voilier quillard à ballast liquide. Il existe quatre modèles de taille différente : 2,60 mètres, 3,60 mètres, 4,85 mètres et 6,99 mètres (les 2 derniers modèles sont habitables).

## Types et Historique

### Conception
Le Pabouk est inspiré d'un canot de 10 pieds de Edmont Leplat construit en 1892 s'appelant le Vadcar,. Ce voilier mesurait 3,41 m de long pour 1,71 m de large et un tirant d'eau de 0,70 m.

### Types
Il existe quatre types de Pabouk : 
- Pabouk 260  (2,6 m de long) est une réplique réduite à l'identique du Vadcarr, conçu par Antoine Carmichaël[1],[2]..
- Pabouk 360 (3,6 m de long) s'inspire du Vadcar revue par l'architecte naval Marc Lombardr et un design Antoine Carmichäel[1],[2]..
- Pabouk Love (4,85 m de long) conçu par Marc Lombard et un design Antoine Carmichäel[1],[2].
- Pabouk 700 (6,99 m de longueur de coque) conçu en 2017 par Marc Lombard et un design Antoine Carmichäe[2],[3]. Ce modèle est habitable (cabine avec 2 couchettes)[3].

### Fabrication
120 unités ont été produites étalées sur 20 ans. Après une interruption de la fabrication, la société La Pabouk Compagnie à Gouesnac'h a repris la fabrication du bateau.

### Courses
En août 2019, le Pabouk Club de l’Aber Wrac’h organise après plusieurs années de pause un Mondial Pabouk. 

## Description
Le Pabouk est un quillard, il présente un ballast liquide : la coque se remplit automatiquement d'eau de mer et se vidange aussi automatiquement, en 2 minutes sans vanne ni pompe, un évent est nécessaire pour mettre en contact le ballast avec l'air, il se situe à l'avant de la coque. Un plancher étanche se trouve au-dessus des ballasts pour assurer la flottabilité. La version Pabouk 260 pèse 70 kg et comporte 300 L de lest, la version Pabouk 360 pèse 150 kg et comporte 450 L de lest.
Le pabouk est grée en catboat : un voilier à un mât portant une voile aurique :  gréement houari avec un pic. Le mât est implanté très en avant du bateau, il est constitué comme les espars en en pin d'Oregon, sauf pour le Pabouk Love elle 700 qui utilise de l'aluminium. La semelle de quille est en inox.
Il présente de bonnes performances pour remonter et descendre le vent, le ballast lui donnant un déplacement en lourd permettant une bonne de tenue de cat et un avantage de navigabilité.

## Caractéristiques
| Caractéristiques        | Pabouk 260          | Pabouk 360          | Pabouk Love                                   | Pabouk 700                    |
| ----------------------- | ------------------- | ------------------- | --------------------------------------------- | ----------------------------- |
| Longueur                | 2,60 m              | 3,60 m              | 4,85 m                                        | 6,99 (coque) ; 7,90 m (LOA)   |
| Largeur (Maitre-bau)    | 1,40 m              | 1,70 m              | 2,20 m                                        | 2,95 m                        |
| Tirant-d'eau            | 0,50 m              | 0,60 m              | 0,81 m                                        | 1,05 m                        |
| Capacité                | 150 Kg              | 240 Kg              |                                               | 2 719 Kg (déplacement)        |
| Surface de voile        | 7,5 m2              | 13 m2               | 23 m2                                         | 34,3 m2                       |
| Longueur du mât         | 4,6 m               | 6 m                 | 9,72 m (tirant d'air)                         | 10 m ; 12,85 m (tirant d'air) |
| Masse à vide            | 70 Kg               | 150 Kg              | 300 Kg                                        |                               |
| Lest                    | 300 L (env. 300 Kg) | 450 L (env. 450 Kg) | 600 L (env. 600 Kg)                           | 1 250 L (env. 1,2 t)          |
| Prix                    | 5 400 euros (2019)  | 11 900 euros (2019) | 28 500 euros (2019)                           |                               |
| Catégorie de navigation | D                   | D                   | C                                             |                               |
| Motorisation            |                     |                     | Moteur hors-bord 2,3 CV ou électrique Torpedo | Moteur hors-bord 8 CV         |